# Евлогий Эдесский
Евлогий Эдесский (ум. 23 апреля 387, Эдесса) — епископ города Эдесса (379—387 гг.), христианский святой, почитаемый в лике исповедников. Память совершается в Православной церкви 25 августа (по юлианскому календарю), в Католической церкви — 5 мая.

## Жизнеописание
О Евлогии сообщает «Церковная история» Феодорита и Сирийская хроника VI века.

В Эдессу по указанию императора-арианина Валента вместо изгнанного в 373 году святителя Варсиса был назначен арианин Луп. Горожане сторонники никейского вероисповедания под руководством Евлогия, бывшего тогда пресвитером, начали собираться на богослужения вне города. По указанию императора, прибывшего в 375 году в Эдессу, была предпринята попытка разогнать собравшихся, которая закончилась арестом и ссылкой 80 человек, включая Евлогия: 
Евлогия же, который был настоятелем всех других, и Протогена, второго за ним, царь сослал в фивский город Антиною.
В ссылке Евлогий нашёл общину христиан-никейцев, возглавляемых епископом. По словам Феодорита, он «заключившись в келии, день и ночь умолял Бога всяческих». В городе было много язычников и Протоген, находя желающих принять крещение, приводил их к Евсевию «и, стучась в двери, просил его отворить и положить на уловленного печать Господню».
После гибели Валента в битве с вестготами под Адрианополем, императором стал Феодосий I и в 379 году Евсевий и Протоген вернулись в Эдессу. Эдесский епископ Варис скончался в ссылке в марте 378 года и Евсевий был избран на его место. Рукоположение совершил Евсевий Самосатский. В 379 году Евсевий принял участие в Антиохийском поместном соборе. В 381 году Есевий участвовал во Втором Вселенском соборе в Константинополе. Скончался Евсевий в 387 году. По сообщению Сирийской хроники смерть случилась в Великую пятницу, которая в тот год была 23 апреля.